# くじゅう花公園

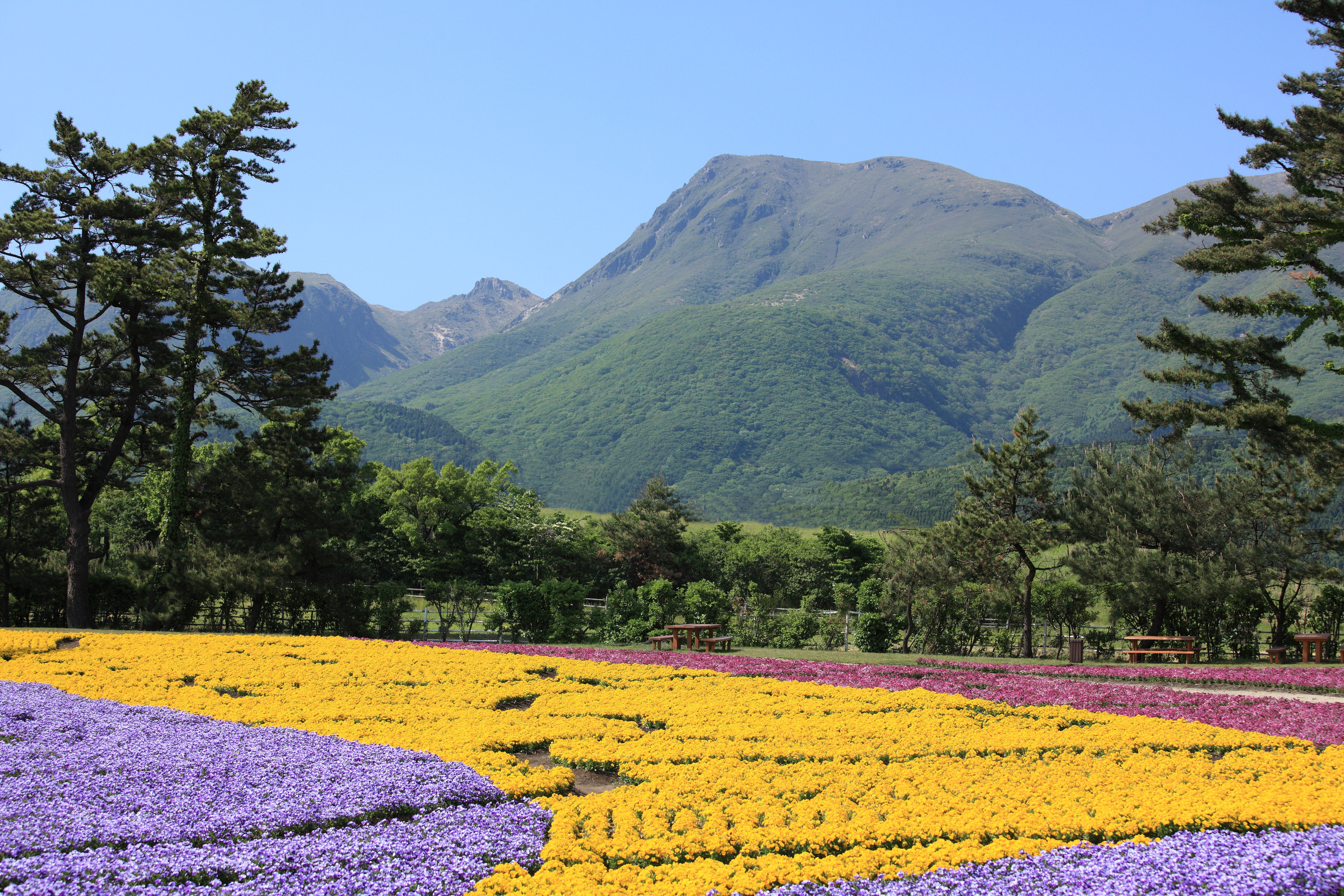
久住山を借景とする「くじゅう花公園」

くじゅう花公園（くじゅうはなこうえん）は、大分県竹田市久住町の久住高原にある植物公園。

## 概要
面積約20ha、標高800mにある花の公園。広い園内にはチューリップやラベンダー、コスモスなど季節に応じて様々な花が植えられ、日本百名山に数えられる久住山を借景とする美しい自然が満喫できる。また、久住山の反対側には阿蘇五岳を見晴らし、時には雲海も見られるなど日本離れした景色がすばらしい。夏は涼しい高原の空気が日ごろの疲れを癒してくれると共に、子供向けのイベントも充実している。毎年、春から秋にかけて営業し、冬季（11月～3月上旬）は休業している。
1993年に開園し、2003年のピーク時には年間約60万人の入場者を記録したが、2007年には約39万人に減少したため、財務状況が悪化。いくつかのスポンサーとの提携を模索した結果、2009年より施設の社員有志を中心に新会社を設立して営業している。
2009年からは従来のチューリップの掘り取り、ラベンダーの摘み取りなどに加え、ブルーベリーの摘み取りやミニ音楽会などの体験イベントを増やし、自然食品のテナントを誘致するなど自然とのふれあいと来園者とのコミュニケーションを重視して運営されている。
2008年のスポンサーにより園内の整備が進んだため園内の花の生育状況は良く、ラベンダーなどは最盛期の美しさを取り戻す他、この地域に自生するミヤマキリシマ、梅雨時もアジサイなども楽しめる。園内は自然が豊富なためアサギマダラなどの蝶や野鳥なども観察できる。

## 交通
- 豊後竹田駅から、国道442号経由で約30分
- 大分自動車道九重ICから、四季彩ロード、やまなみハイウェイ経由で約50分
- 大分自動車道湯布院ICから、やまなみハイウェイ経由で約60分
- 大分市内から、国道210号（ホワイトロード）、大分県道412号久住高原野津原線経由で約60分